# Formentera del Segura
Formentera del Segura község Spanyolországban, Alicante tartományban. Lakosainak száma 4749 fő (2024). Formentera del Segura Benijófar, Daya Nueva, Daya Vieja, Rojales és San Fulgencio községekkel határos.

## Népesség
A település lakosságának változását az alábbi diagram mutatja:
| Lakosok száma | 2176 | 2588 | 3173 | 4285 | 4389 | 4211 | 3995 | 4191 | 4337 | 4749 |
|               | 2001 | 2004 | 2006 | 2009 | 2011 | 2014 | 2016 | 2019 | 2021 | 2024 |